# 头花龙胆
头花龙胆（学名：Gentiana cephalantha）是龙胆科龙胆属的植物，是中国的特有植物。分布于中国大陆的贵州、云南、广西、四川等地，生长于海拔1,800米至4,450米的地区，多生在林缘、山坡路边、山坡草地、灌丛中及林下，目前尚未由人工引种栽培。

## 异名
- Gentiana cephalantha Franch. var. vaniotii (Levl.) T. N. Ho